# Semele craneana
Semele craneana is een tweekleppigensoort uit de familie van de Semelidae. De wetenschappelijke naam van de soort is voor het eerst geldig gepubliceerd in 1949 door Hertlein & Strong.